# Асоціація допомоги трону
Асоціація допомоги трону (яп. 大政翼贊會) — японська фашистська організація в 1940–1945. Мета створення — «мобілізувати націю навколо монарха» в умовах війни.
Була створена в 1940 році з ініціативи прем'єр-міністра Фумімаро Коное в рамках створення так званої «нової політичної структури» замість розпущених політичних партій незабаром після підписання Японією «Троїстого пакту», який закріпив союз країн осі. Очолював Асоціацію допомоги трону голова, яким ставав прем'єр-міністр; в префектурах, повітах, містах і селищах існували місцеві відділи; весь адміністративний апарат призначався головою на 1 рік. Як правило, місцеві керівники префектур, міст і сіл були одночасно керівниками відповідних місцевих відділень асоціації.
Одночасно із створенням організації різко посилився політичний режим, було встановлено контроль над всієї економічної і громадським життям країни. Велася активна пропаганда в ЗМІ шовінізму, мілітаризму і антикомунізму, посилився поліцейський терор.
Асоціації допомоги трону підпорядковувалися різні масові організації (Асоціація великої Японії служіння вітчизні через виробництво, Молодіжна партія великої Японії та ін.)
У січні 1942 р. урядом Тодзио були призначені нові вибори, всю підготовку до яких провела Асоціація їй була створена особлива організація для рекомендації депутатів до парламенту. У результаті з 466 обраних депутатів 381 були рекомендовані Асоціацією.
У травні 1942 р. для посилення «нової політичної структури» була створена Суспільство політичного сприяння трону на чолі з колишнім прем'єром Абе Нобуюкі для посилення ідеологічної роботи, досягнення перемоги у війні. Після створення цього товариства всі збережені до тієї пори політичні організації Японії оголосила про саморозпуск.
30 березня 1945 була створена нова організація під назвою Політичне суспільство Великої Японії, що об'єднала функції Асоціації допомоги трону і Товариства політичного сприяння трону. Керівником став генерал Мінамі Дзіро. Це спроба згуртувати японський народ в умовах програється війни не вдалася: бродіння і невдоволення посилювалося, наприклад, ще в 1944 році близько 15% робочих ухилилося від явки на заводи. 13 червня 1945 незадовго до капітуляції Японії у Другій світовій війні була розпущена японським урядом.